# 4-Chloramphetamin
4-Chloramphetamin (4-CA), auch bekannt als para-Chloramphetamin (PCA), ist ein Amphetaminderivat und bewirkt eine Ausschüttung der monoaminergen Neurotransmitter Serotonin, Dopamin und Noradrenalin, ähnlich wie MDMA. Es besitzt allerdings eine signifikant höhere Neurotoxizität. Dies lässt sich auf die, im Vergleich zu MDMA, nahezu hemmungslose Freisetzung von Dopamin und Serotonin zurückführen. Es wird von Neurowissenschaftlern verwendet, um für Forschungszwecke selektiv Serotonin-Neuronen im Gehirn abzutöten, so wie auch 6-Hydroxydopamin verwendet wird, um Dopamin- und Noradrenalin-Neuronen zu zerstören.
4-Chloramphetamin wurde klinisch für die Anwendung als Antidepressivum untersucht und dabei gut vertragen. Eine im Tierversuch festgestellte neurotoxische Wirkung entmutigte jedoch hinsichtlich weiterer Forschungsaktivitäten in dieser Indikation.